# Giovanni III di Meclemburgo-Stargard
Giovanni III di Meclemburgo-Stargard (Stargard, 1389 – Stargard, dopo l'11 novembre 1438), fu duca di Meclemburgo-Stargard dal 1416 sino alla sua morte.

## Biografia
Giovanni II era il figlio primogenito del duca Giovanni II di Meclemburgo-Stargard e di sua moglie, Caterina (Wilheida) di Lituania.
Nacque probabilmente nel 1389 e nel 1416 ereditò il governo della signoria di Sternberg da suo padre. Venne preso prigioniero in Brandeburgo per ragioni checi sono sconosciute e venne rilasciato il 28 giugno 1427 a condizione che avesse giurato fedeltà al margravio di Brandeburgo.
Nel 1436 ereditò la signoria di Werle insieme al cugino Enrico e al loro parente Enrico IV di Meclemburgo-Schwerin.
Morì nel 1438 e venne probabilmente sepolto a Sternberg. Suo cugino Enrico di Meclemburgo-Stargard ereditò i suoi possedimenti.

## Matrimonio
Giovanni III sposò Luttrude, figlia di Alberto IV di Anhalt-Köthen, probabilmente una sorella di Anna, prima moglie di Guglielmo di Werle, ultimo signore di Werle. Il matrimonio non produsse eredi.